# Габазин

Габазин

Габазин (SR-95531) является антагонистом ГАМКА-рецептора. Используется в биологических экспериментах, не используется в медицине, способен вызывать конвульсии у человека.
Габазин связывается с ГАМК-связывающим центром ГАМКА-рецептора. Габазин подавляет гиперполяризацию мембраны нейрона за счет блокирования работы ГАМКА-рецептора и снижения хлорной проводимости. В то время, как синаптическое ингибирование является чувствительным к габазину, внесинаптическое (тоническое) является нечувствительным к нему.